# Roots Manuva
Roots Manuva (nascido como Rodney Hylton Smith em 1972) é um rapper de origem britânica, nascido em Stockwell,Londres. Além de diversos álbuns a solo, já colaborou com vários artistas.

## Discografia

### Álbuns de estúdio
- Brand New Second Hand RU #167[1]
- Run Come Save Me RU #33[1]
- Dub Come Save Me RU #75[1]
- Awfully Deep RU #24[1]
- Alternately Deep RU #139[1]
- Slime & Reason RU #22[2]

### Live albums
- Live from London (iTunes)

### Singles
- "Juggle Tings Proper"
- "Motion 5000"
- "Witness (1 Hope)" RU #45[1]
- "Dreamy Days" RU #53[1]
- "Yellow Submarine - Album Sampler" RU #89[1]
- "Colossal Insight" RU #33[1]
- "Too Cold" RU #39[1]
- "Buff Nuff"
- "Again & Again"
- "Let the Spirit"

### EPs
- Awfully De/EP

### Particpações especiais
- Amon Tobin - "Saboteur mix" (da coletânea da Ninja Tune Xen Cuts)
- Audio Bullys - "Made Like That" (Audio Bullys com Mr. Fox & Roots Manuva)
- Blak Twang - "The Queen's Head"
- The Cinematic Orchestra - "All Things To All Men" (do álbum Every Day)
- Chali 2na - "Join The Dots", "Revolution 9" (do álbum The Fish Market - "The Official Mixtape")
- Cornish Waters - "Look To Myself For Faith" (do UK Hustlerz - The Return, sob o pseudômino Brigadier Smythe)
- Coldcut - "True Skool" (do Sound Mirrors) RU #61[3]
- DJ Mentat - "Rugged Wid It" (com Seanie T)
- DJ Shadow - "GDMFSOB (UNKLE Uncensored mix)" (do Right Thing)
- DJ Skitz - "Inner City Folk" e "Fingerprints Of The Gods" (do Countryman)
- Dobie - "Connectivity" (do The Sound Of One Hand Clapping)
- Eternal - "Spaghetti"
- Freq Nasty - "Boomba Clatt" (do Bring Me The Head of Freq Nasty)
- Gorillaz - "All Alone" (do Demon Days)
- The Herbaliser - "Lord Lord" (do Take London)
- The Herbaliser - "Starlight" (do Very Mercenary)
- INORAN - "Rat Race" (do Sou)
- King Kooba - "Barefoot" (do Indian Summer)
- Killa Kela - "Here Comes The Submarines com Roots Manuva" (do Elocution)
- Leftfield - "Dusted" (do Rhythm And Stealth)
- Lotek HiFi - "Move Ya Ting" (do Mixed Blessings)
- Mr. Scruff - "Jus Jus" (do Keep It Unreal), "Nice Up The Function" (dom Ninja Tuna)
- New Flesh For Old - "Norbert & Cecil" (do Understanding, sob o pseudômino Cecil P.Y.L.M. Pim Pimpernel)
- Reachout - "For Whom The Heart Beats" (do The Bristo Sq. EP)
- Ty - "So U Want More refix" (do Upwards - New edition) RU #65[4]
- Saian Supa Crew - "Hey Yo My Man"
- Colossus - "West Oaktown" (OmRecords 2002 - pseudônimo Hylton Smythe)
- Nightmares on Wax - "70's:80s (Up Bringing Mix)(com Roots Manuva & LSK & Rodney P & Tozz 180)"